# Tang Wuzong
Tang Wuzong, född 814, död 846, var en kinesisk monark. Han var kejsare av Tangdynastin 840 - 846.